# Ressentiment
Ressentiment is een oorspronkelijk uit het Frans afkomstige term die gebruikt wordt in de psychologie en filosofie. In het dagelijkse taalgebruik bedoelt men er haat of wrok mee. In de filosofie werd de term geïntroduceerd door de Duitse filosoof Friedrich Nietzsche (1844-1900). In de reactie van de filosoof Max Scheler (1874-1928) op het werk van Nietzsche speelt de notie van ressentiment een centrale rol.

## Ressentiment bij Nietzsche
De notie van ressentiment was een sleutelbegrip binnen Nietzsches ideeën met betrekking tot de meester-slaafproblematiek en de daaruit volgende geboorte van de moraal, die hij uiteenzette in Jenseits vom Gut und Böse. Nietzsche gebruikte de notie van ressentiment voor het eerst in zijn boek Zur Genealogie der Moral.
De slavenmoraal is het product van het ressentiment in de mensen die niet bij vermogen zijn fysiek weerstand te bieden aan de bron van hun ellende, namelijk hun meesters en onderdrukkers.
Door deze scheve machtsverhouding koesteren de zwakkeren haat en wraakgevoelens jegens de sterkeren, maar hun inferioriteit stelt hen niet in staat uitdrukking te geven aan deze gevoelens. Daarom nemen zij hun toevlucht tot wat Nietzsche ‘imaginaire wraak’ noemt. De enige mogelijkheid tot deze wraak is het vormen van nieuwe waarden waardoor die van de meesters devalueren. De zwakkeren hebben zich verenigd en hun eigen waardenrangorde gesticht waarin het sterke wordt gediskwalificeerd en het zwakke opgewaardeerd.
In tegenstelling tot ‘elke voorname moraal’ zet de slavenmoraal zich af tegen een buitenwereld, en hanteert ‘een omkering van de waardenscheppende blik.’ De oorzaak van hun onmacht wordt niet bij zichzelf gezocht, maar is gelegen in de buitenwereld, de ander. Zij heeft ‘uiterlijke prikkels nodig om tegen te ageren – haar actie is per definitie reactie.’ (GM I:10)
De omkering van de meestermoraal in de slavenmoraal brengt de ontwaarding van de voorname idealen met zich mee. Er wordt gebroken met de zelfbevestiging van het voorname. Geen mens is nog langer in zichzelf goed, maar is pas goed in de mate waarin hij zich voegt naar de moraal zoals deze wordt voorgeschreven door de kerk. Het ressentiment wordt door de kerk op de mens losgelaten waardoor de indruk ontstaat dat er iemand schuldig is aan het lijden, namelijk de zondige mens zelf. De verlossing van de mens bestaat daarin dat hij zich conformeert aan de door de kerk voorgeschreven moraal van nederigheid en gehoorzaamheid.

## Ressentiment bij Scheler
In zijn boek Ressentiment im Aufbau der Moralen claimt Scheler dat Nietzsche de religieuze kern van het christendom heeft miskend. Deze berust niet, zoals Nietzsche stelt, op een bodem van ressentiment; het is de burgerlijke moraal die hier haar oorsprong heeft.
Om dit te illustreren vergelijkt Scheler de Griekse liefde en de Christelijke liefde. Waar liefde voorheen beschreven werd als een beweging van het lagere naar het hogere, krijgt liefde nu de vorm van een beweging van het hogere naar het lagere. In plaats van een streven en verlangen naar het hogere, van een wil tot macht, buigt het hogere zich over het lagere en toont haar betrokkenheid en bekommernis. De liefde spreekt zo niet uit een egoïstisch verlangen de ander te onderwerpen maar is er om de ander te ondersteunen en zo tot het hoogste niveau te verheffen. De mens wordt in de christelijke liefde niet naar beneden gehaald, maar juist opgetild, dus berust de christelijke ethiek niet op een basis van ressentiment, op onmacht, maar op de overvloed van Gods liefde.